# Црква Светог Николе у Козару
Црква Светог Николе је смештена у селу Козару, источно од Грделице. Према неким записима из 16. века, помиње се и као козарски манастир.

## Архитектура и унутрашњост
Козарска црква представља једнобродну базилику величине 16 × 7 m са нартексом и полукружном апсидом. Нартекс је подигнут касније. Црква је живописана у другој половини 17. века, и то само у средњем делу: на јужном и северном зиду у њиховим горњим зонама и у засведеном делу наоса. Овај живопис радили су вероватно српски провинцијски сликари невисоког ранга. Наиме, у том сликарству „су колористичке вредности потиснуте, и само на махове избијају испред цртежа, као далеки одјек стари византијских мајстора”. Ипак, и поред наивне обраде фресака, сликари у овом манастиру поседују ликовне квалитете на фрескама вредне пажње. Најбољи резултати су дати на јеванђелистима и код неких портрета архијереја у олтарском делу простора. Сем ових, постоји и други слој фресака које су се појавиле испод композиције Христа када је испуцао зид наоса услед потиска трема.
Црквени иконостас рађен је скоро читавих сто година после живописа и његова уметничка вредност је испод вредности фресака. Међутим, у цркви је нађена и икона Светог Николе величине 30 × 22 cm са грчком сигнатуром. Била је бачена у испод пећи у конаку и тако оштећена. И поред тога, она показује изванредне колористичке квалитете и таленат аутора, за кога се верује да је Грк из друге половине 16. века.
Знаменитост цркве је и метални путир широког кратера и постоља. Кратер је споља пластично обрађен са разиграном структуром флоралних елемената који су распоређени у симетричне зоне и окружују целу посуду.
У олтарској апсиди, у једној рупи испод прозора, нађено је сребрно постоље од крста. На њему су угравирана имена дародаваца, међу њима и име Козарски, који је вероватно био главни ктитор цркве у 17. веку, како се крст и датира.
Манастир у Козару располаже и богатом збирком руских црквених књига. Међу њима су разна четворојеванђеља, молитвеници и друге литургијске књиге са почетка 17. века и из друге половине 18. века. Ове књиге, које, с обзиром на њихову графичку обраду, имају и своју уметничку вредност, долазиле су манастиру као дарови из Русије.
Уз манастир се помиње и старинска школа. Наиме, у порти храма подигнутог у густој шуми крај планинског потока постојала је стара црквена школа које је по оријентацији и начину рада била умногоме слична школи ораовачког манастира. И данас у дворишту цркве стоји читав низ разваљених, руинираних и старих конака у којима је својевремено и школа имала свој кутак. Судећи по постољу од крста на коме су, поред датума, урезана имена дародаваца, верује се да и манастирска школа потиче из 17. века.